# Eva Formanová
Eva Formanová rozená Syslová (31. července 1910 Jihlava – 6. prosince 1980 Praha) byla moravská překladatelka, spisovatelka a dramatička.

## Životopis
Narodila se v rodině bankovního úředníka Živnostenské Banky Karla Sysla v Jihlavě a Marie rozené Jeřábková. R. 1930 se provdala za JUDr. Pavla Formana (1899–1952).
Studovala v Praze na reálném gymnáziu, v kvartě přestoupila na herecký obor Státní konzervatoře. Roku 1926 se stala elévkou činohry Městského divadla v Plzni. V letech 1928–1930 studovala v jazykových kurzech francouzštinu a angličtinu a externě filologii na Filozofické fakultě Univerzity Karlovy. Od třicátých let pracovala pro periodika: ELK, Literární noviny, Čteme, Lumír, Rozhledy, Řád, Venkov.
Od r. 1939 byla překladatelkou Divadla na Vinohradech. Za války překládala dramata a prózu z němčiny, po válce z angličtiny a francouzštiny. V letech 1948–1952 žila rodina nuceně v Karlových Varech. Po manželově smrti se vrátila do Prahy jako externí spolupracovnice literární redakce Československého rozhlasu a od roku 1955 jako překladatelka z povolání.

## Dílo

### Próza
- Malá radost Antonína Třebenky: novela – in: Lumír, 1939[2]
- Poražený: novela – Praha: Václav Petr, 1939

### Drama
- Cizinka – hráno v Divadle D41 (režie E. F. Burian), 1941[2]

### Překlady
- Mořská panna – Gerhart Hauptmann; úvod napsal František Götz. Praha: Máj, 1938
- Štěstí z údolí: román – Paul Ernst; z němčiny. Praha: Leopold Mazáč, 1941
- Vdaná žena: hra o 3 dějstvích – Johann von Bókay. Brno: České lidové divadlo, 1943
- Za ranního kuropění: komedie o třech dějstvích – August Hinrichs. Brno: ČLD, 1943
- Tulák Harry – August van Cauwelaert; z němčiny; obálka a kresba Vojtěch Tittelbach. Praha: Novina, 1944
- A nyní sbohem – James Hilton. Praha: Rudolf Kmoch, 1947
- Nesmrtelné stránky z Voltaira jak je vybral a vysvětlil André Maurois – přeložil Jiří Pistorius a Eva Formanová. Praha: František Borový, 1948
- Rozhovory o umění – Aristide Maillol. Praha: SNKLHU, 1965
- Le Corbusier: sociolog urbanismu – Sophie Daria; z francouzštiny. Praha: Odeon, 1967
- Umění pravěku a starověku: encyklopedie – z francouzštiny; Eva Formanová, Hana Stašková. Praha: odeon, 1967
- Gaugin – Ronald Alley; z angličtiny. Praha: Odeon, 1968
- Zlý sen – Georges Bernanos; graficky upravil Jan Wild. Praha: Mladá fronta, 1970
- Dopisy – Gustave Flaubert. Praha: MF, 1971
- Muška – Georges Bernanos. Praha: Vyšehrad, 1972
- Encyklopedie umění nové doby. Laroussovy encyklopedie Umění a lidstvo – z angličtiny; Eva Formanová, Jarmila Jelínková, Hana Knížková, Hana Stašková. Praha: Odeon, 1974
- Markýza z O ...: novely – Heinrich von Kleis; překlad Eva Formanová, Vratislav Slezák a Jaroslava Vobrubová-Koutecká; doslov napsal Jiří Stromšík. Praha: Odeon, 1977
- Beránek – François Mauriac. Praha: Vyšehrad, 1978
- Galigai – François Mauriac. Praha: Vyšehrad, 1981

Další autoři, které překládala: Hermann Bahr, Richard Billinger, Jean Anouilh, Théophile Gautier.